# Bá tước xứ Craven

Huy hiệu của Bá tước xứ Craven

Bá tước xứ Craven (tiếng Anh: Earl of Craven) là một tước hiệu quý tộc Anh được lập ra hai lần và đều trao cho Gia tộc Craven, lần lập ra đầu tiên thuộc Đẳng cấp quý tộc Anh và lần gần nhất thuộc Đẳng cấp quý tộc Vương quốc Liên hiệp Anh.
Năm 1664, tước vị Bá tước xứ Craven được lập ra đầu tiên và trao cho Nam tước William Craven đời thứ 2, con trai của William Craven, Thị trưởng Luân Đôn năm 1610. Năm 1801, Bá tước xứ Craven được tái lập lần thứ 2 để trao cho Nam tước William Craven đời thứ 7

### Ghi nhận
- Hesilrige, Arthur G. M. (1921). Debrett's Peerage and Titles of courtesy. London: Dean & Son. tr. 248.
- Kidd, Charles, Williamson, David (editors). Debrett's Peerage and Baronetage (1990 edition). New York: St Martin's Press, 1990.
- Bản mẫu:Rayment
- David Beamish's Peerage Page